# Edita Malovčić

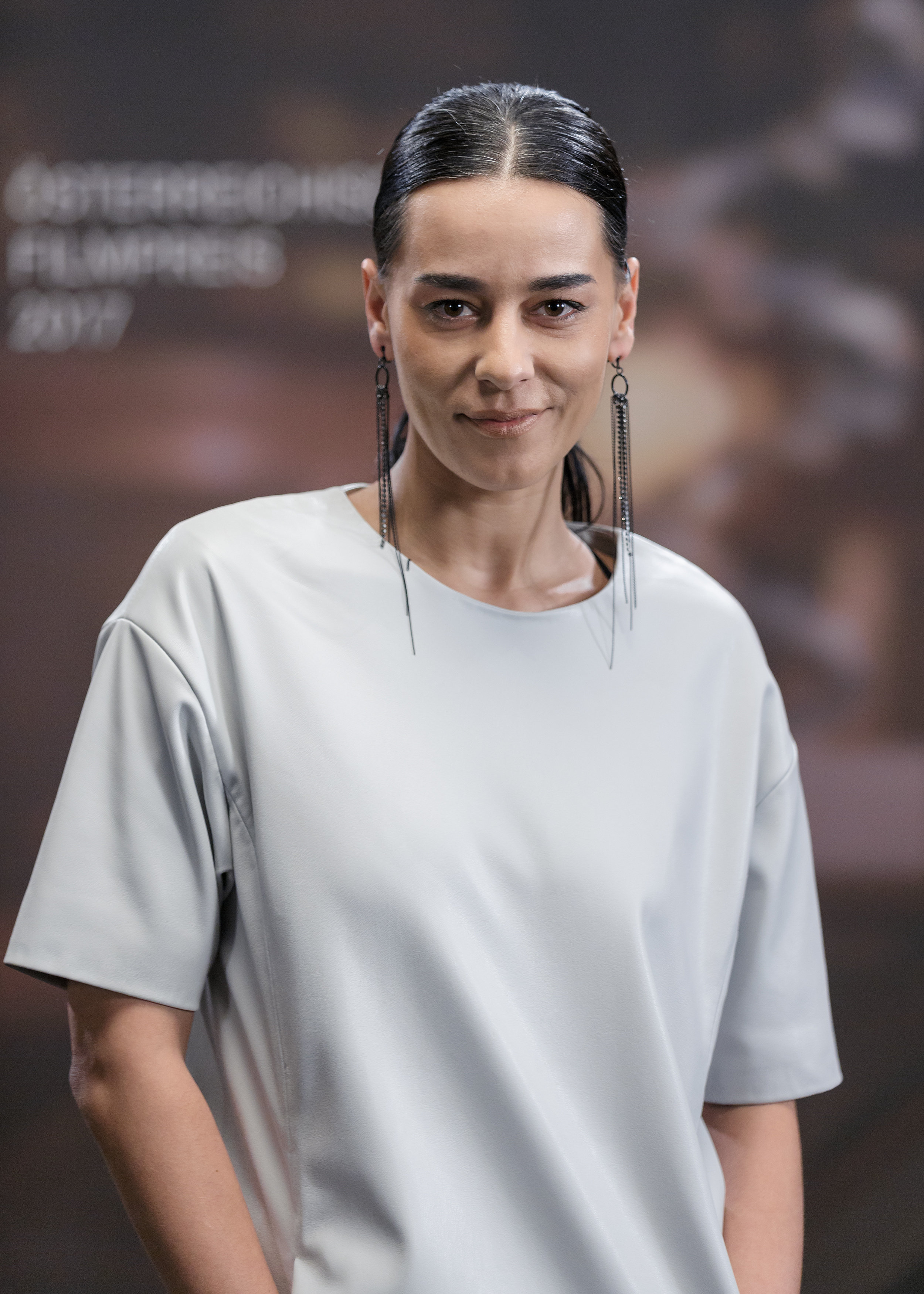
Edita Malovčić alias Madita (2017)

Edita Malovčić (* 21. Jänner 1978 in Wien; Künstlername Madita) ist eine österreichische Schauspielerin und Singer-Songwriterin.

## Leben
Malovčić wurde in Wien geboren und wuchs im 14. Wiener Gemeindebezirk (Penzing) bei ihrer Mutter auf, die als gebürtige Bosnierin im Zuge der ersten Gastarbeiterwelle in den 1960er-Jahren mit ihren Eltern ausgewandert war. Ihr Vater Kemal Malovčić, ein bekannter bosnischer Turbo-Folk-Sänger, verließ die Mutter, als Edita eineinhalb Jahre alt war.
Sie studierte Musikwissenschaften, Sonder- und Heilpädagogik, schloss die Studien jedoch nicht ab. Neben dem Studium nahm sie privaten Schauspielunterricht.

## Wirken

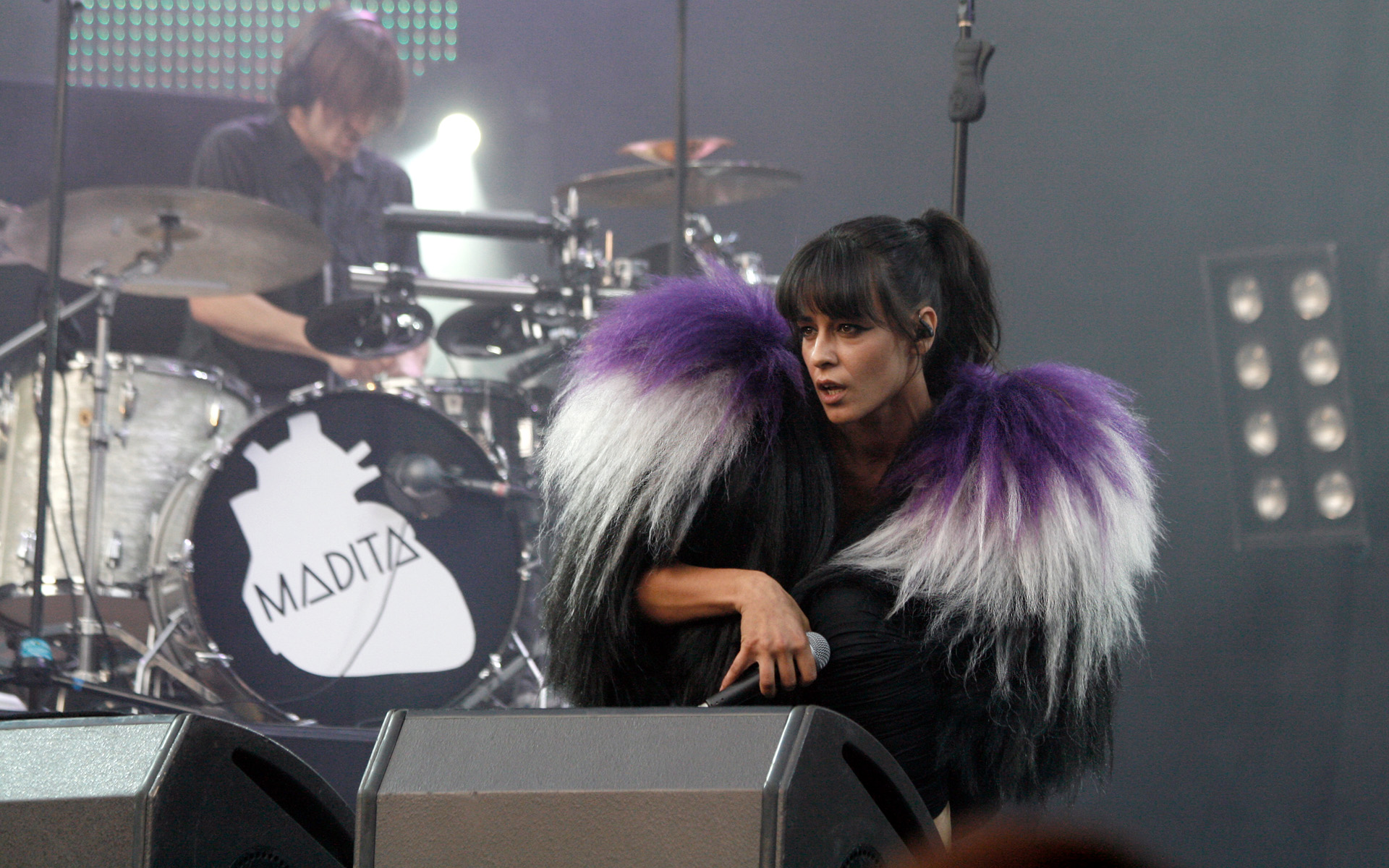
Madita (Donauinselfest 2010)

1999 wurde sie von Barbara Albert für ihren Film Nordrand engagiert, wo sie neben Nina Proll die Hauptrolle spielte. Es folgten weitere Rollen in den Filmen Berlin is in Germany (2001), Kaltfront (2003), Zelary (2003), Vier Minuten (2006), Zweiohrküken (2009) und Der Knochenmann (2009). Sie spielte auch in Fernsehserien wie z. B. Tatort, Kommissar Rex, SOKO Kitzbühel, Medicopter 117 – letztere in einer durchgehenden Nebenrolle über drei Staffeln.

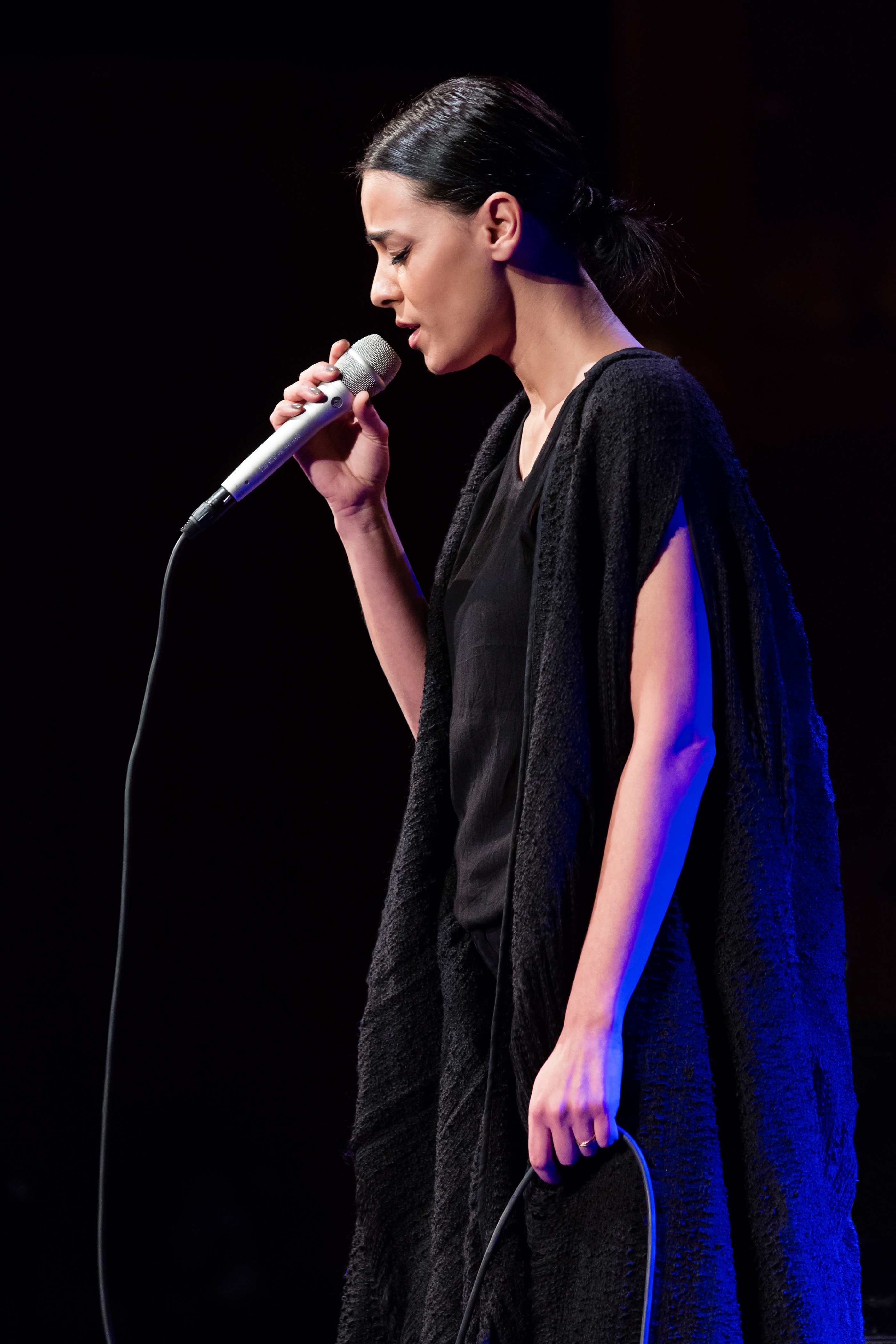
Madita (2015)

Als Sängerin trat sie erstmals auf der 2002 erschienenen CD Gran Riserva von DZihan & Kamien in Erscheinung, wo sie den Gesang zu den Tracks Drophere und Thrill beisteuerte. Unter dem Künstlernamen Madita veröffentlichte sie im Oktober 2005 bei Couch Records ihr selbstbetiteltes Debüt-Album, produziert von Vlado DZihan. Ihr Stil ist eine Mischung aus Funk, Jazz und Electronica. Das Album wurde im Dezember 2005 über den Online-Musikdienst iTunes Store veröffentlicht und erreichte im Januar Platz 3 der US-amerikanischen iTunes Electronic-Album-Download-Charts. Das führte dazu, dass Madita auch in den meisten anderen iTunes-Ländern eine Platzierung unter den besten Zehn erreichte. In den World-Music-Album-Downloadcharts bei iTunes UK erreichte das Album Platz 1.
Auf dem 2006 erschienenen Album Coup DeBam von Coup DeBam, auch eine Couch Records Produktion, steuerte sie das Lied Too Soon bei. Im Jahr 2008 brachte sie ihr zweites Studioalbum Too mit der Single Because heraus. Am 11. März 2010 präsentierte Madita im Wiener WUK ihr drittes Album mit dem Titel Pacemaker.
Seit 2013 ist Malovčić im Hamburger Tatort mit Til Schweiger in der Rolle der Staatsanwältin Hanna Lennertz zu sehen.
Im März und erneut ab Herbst 2020 trat Malovčić mit ihrem Tanzpartner Florian Vana in der 13. Staffel von Dancing Stars an und belegte den 7. Platz.
Im März 2021 nahm sie als Donaunymphe an der Fernsehshow The Masked Singer Austria teil und erreichte den zweiten Platz.
Für Quo Vadis, Aida? wurde sie im Rahmen der Verleihung des Österreichischen Filmpreises 2021 in der Kategorie Beste weibliche Nebenrolle ausgezeichnet.

## Filmografie
- 1999: Nordrand
- 2000: Mysteries of Disco
- 2000: Julia – Eine ungewöhnliche Frau (Fernsehserie, Episodenrolle)
- 2000: Der Briefbomber (Fernsehfilm)
- 2000–2002: Medicopter 117 – Jedes Leben zählt (Fernsehserie, 25 Folgen)
- 2000–2002: Kommissar Rex (Fernsehserie, zwei Folgen)
- 2001: Der Ermittler (Fernsehserie, Episodenrolle)
- 2001: SOKO Kitzbühel (Fernsehserie, Episodenrolle)
- 2001: Berlin is in Germany
- 2002: Inspektor Rolle (Fernsehserie, Episodenrolle)
- 2003: Kaltfront
- 2003: Zelary
- 2005: Tatort: Schneetreiben (Fernsehfilm)
- 2006: Vier Minuten
- 2006: Ein starkes Team: Zahn um Zahn (Fernsehreihe)
- 2006: Ein starkes Team: Sippenhaft
- 2007: Tatort: Der Finger (Fernsehreihe)
- 2007: Zodiak – Der Horoskop-Mörder (Miniserie, 4 Folgen)
- 2009: Der Knochenmann
- 2009: Zweiohrküken
- 2010: 8 Uhr 28 (Fernsehfilm)
- 2011: Meine Schwester
- 2011: Schnell ermittelt (Fernsehserie, Episodenrolle)
- 2011, 2012: Toni Costa – Kommissar auf Ibiza (Folgen Der rote Regen und Küchenkunst)
- 2012: Es kommt noch dicker (Fernsehserie – alle sieben Folgen)
- 2012: Glazius
- 2012: Verloren am Amazonas
- 2012: Tatort: Willkommen in Hamburg
- 2012: Der letzte Bulle (Fernsehserie, Folge Die, die vergeben können)
- 2013: Schmidt – Chaos auf Rezept (Fernsehserie, Episodenrolle)
- 2013: Verratene Freunde
- 2013: Im weißen Rössl – Wehe Du singst!
- 2013: Fluss des Lebens – Verloren am Amazonas
- 2013: Blutgletscher
- 2014: Blutsschwestern (Fernsehfilm)
- 2014: Tatort: Kopfgeld (Fernsehfilm)
- 2014: Die Frau mit einem Schuh (Fernsehfilm)
- 2015: Altes Geld (Fernsehserie, acht Folgen)
- 2015: Da muss Mann durch
- 2015: V8 – Die Rache der Nitros
- 2016: Tatort: Der große Schmerz
- 2016: Tatort: Fegefeuer
- 2016: Tatort: Im gelobten Land
- 2016: Liebe möglicherweise
- 2017: Treibjagd im Dorf (Fernsehfilm)
- 2017: Der Alte – Folge 406: Stummer Zeuge
- 2017: Die Chefin (Fernsehserie, Special – Prager Kristalle)
- 2017: Lena Lorenz: Geliehenes Glück
- 2018: Die letzte Party deines Lebens
- 2018: Der Kroatien-Krimi – Messer am Hals (Fernsehfilm)
- 2018: Mordkommission Istanbul – Tödliche Gier (Fernsehfilm)
- 2019: Beck is back! (Fernsehserie, 3 Folgen)
- 2019: Der Staatsanwalt – Liebe und Gier (Fernsehserie)
- 2019: SOKO Donau – Angeltrip (Fernsehserie, Episodenrolle)
- 2019: Blind ermittelt – Das Haus der Lügen (Fernsehreihe, Alternativtitel: Der Feuerteufel von Wien)
- 2020: Der Schneegänger (Fernsehfilm)
- 2020: Quo Vadis, Aida?
- 2021: München Mord: Der Letzte seiner Art (Fernsehreihe)
- 2022: Capitani (Fernsehserie, Staffel 2)
- 2023: Sörensen fängt Feuer (Fernsehfilm)
- 2023: Der Barcelona-Krimi – Absturz
- 2023: Die Chefin (Fernsehserie, Folgen Gespenster, Die Konsequenz)
- 2023: Allmen und das Geheimnis des Koi (Fernsehreihe)
- 2024: Tatort: Deine Mutter
- 2024: Love Sucks (Fernsehserie)
- 2025: Mord in Wien – Der letzte Bissen (Fernsehreihe)

## Diskografie

### Alben
- 2005: Madita[13]
- 2008: Too
- 2010: Pacemaker
- 2012: Deluxe Edition / Flavours

### Singles
- 2005: Ceylon
- 2008: Because
- 2008: Better Brother
- 2010: ET

weitere Veröffentlichungen
- 2002: Gesang bei Gran Riserva von D’Zihan & Kamien, Couch Records
- 2006: Gesang bei Too soon auf dem Album Coup DeBam von „Coup DeBam“, Couch Records
- 2008: Gesang bei Asteroidz DBN feat. Madita
- 2011: Gesang bei Gimme Gimme DBN
- 2015: My Lights Axel Wolph feat. Madita (Licht ins Dunkel)

## Auszeichnungen
- Österreichischer Filmpreis 2021 – Auszeichnung in der Kategorie Beste weibliche Nebenrolle für Quo Vadis, Aida?[11]